# 张恋歌
张恋歌（1988年12月21日—），出生于中国湖北黄石，中国内地女歌手，担任《我是歌手》第一季、第二季节目现场和音。

## 生平
2015年演唱網路劇《會痛的17歲》主題曲《夢有多遠》。2015年12月15日，张恋歌參加芒果TV《我是歌手谁来踢馆》网络踢馆赛舞台。